# Isolde Holderied
Isolde Holderied, née le 7 novembre 1966, est une pilote automobile allemande de rallyes.

## Biographie
Elle commence la compétition en 1988 (par le rallye des 3 cités, deux années consécutivement), et participe 24 fois au WRC de 1992 à 1999, sur Mitsubishi (1992-1995), puis Toyota (1997-1999).
Ses huit meilleurs résultats en course sont une 8e place au classement général du rallye Monte-Carlo (1997), une 10e au rallye Monte-Carlo (1995), une 11e au rallye du Portugal (1994 et 1995), une 13e au rallye Monte-Carlo (1999), une 14e au RAC Rally (1995), une 15e au rallye Sanremo (1994), et une 16e au rallye d'Espagne (1992).
Elle participe six fois en sept années au Rallye Monte-Carlo, sans jamais abandonner, y obtenant ses meilleurs classements. Elle remporte ainsi 5 Coupes des dames au cours des années 1990 (seule la devance en 63 années d'existence de la coupe Pat Moss-Carlsson, avec 8 victoires).
Elle remporte en 1994 et 1995 la Coupe FIA des dames du championnat du monde des rallyes, devant ainsi la seule double lauréate du trophée.
Elle dispute également 27 courses comptabilisées pour le championnat d'Europe des rallyes, de 1990 à 2001, et termine entre autres 5e du rallye de Turquie en 2000, épreuve éprouvante alors dotée du coefficient maximum attribuable en championnat d'Europe des rallyes (C20).
Elle a régulièrement, entre autres, pour copilote les Françaises Cathy François (8e du Monte-Carlo en 1997 (Coupe des dames en 1997 et 1999), et 2e du rallye Hunsrück en 1999) et Anne-Chantal Pauwels (2e du rallye Hunsruck en 1998).

## Palmarès

### Titres
- Coupe FIA des dames du Championnat du monde des rallyes, en 1994 et 1995;
- Quadruple Championne d'Europe féminine des rallyes, en 1992, 1993, 1996 et 1997;
  - 2e da la Coupe FIA des pilotes des voitures de production (P-WRC, ou Groupe N) en 1994;
  - 3e da la Coupe FIA des pilotes des voitures de production en 1995;
  - 4e du Championnat d'Europe des rallyes en 2000 (une 3e place et quatre 4e places en course) (vainqueur Henrik Lundgaard).

### Victoires

#### WRC
- Coupe des dames du rallye Monte-Carlo:  1992 (19e) (dès sa première participation), 1993 (12e), 1994 (15e), 1997 (8e), et 1999 (13e) (2e en 1995 (10e));
- Coupe des dames du rallye de Grande-Bretagne: 1994 et 1995;
- Vainqueur du Groupe N au rallye Sanremo: 1994;

Podiums:
- 2e du Groupe N au tour de Corse: 1995.

#### ERC
- Rallye Niedersachsen: 1993 (avec Tina Thörner pour copilote);

Podiums:
- 2e du rallye Hunsrück (1998 et 1999);
- 3e du rallye de Hesse (1993);
- 3e du rallye Hunsrück (1996 et 1997);
- 3e du rallye Semperit (1996);
- 3e du rallye Piancavallo (2000).